# Franz Heinzer
Franz Heinzer (* 11. April 1962 in Schwyz) ist ein ehemaliger Schweizer Skirennfahrer.

## Biografie
In seinem 9. Weltcuprennen kam Heinzer mit Rang 8 in der Hahnenkamm-Abfahrt am 17. Januar 1981 erstmals in die Weltcupränge, sein erstes Podest folgte am 6. März 1981 bei der Abfahrt in Aspen. In seiner aktiven Zeit im Skiweltcup zwischen 1981 und 1994 konnte er besonders in der Disziplin Abfahrt zahlreiche Erfolge feiern. Er gewann mindestens ein Rennen auf den bedeutendsten Abfahrtsstrecken (Val-d’Isère, Wengen, Kitzbühel, Gröden, Garmisch-Partenkirchen, Aspen, Lake Louise) und stand insgesamt 17 Mal zuoberst auf dem Podest. Zwischen 1991 und 1993 gewann er dreimal hintereinander den Abfahrtsweltcup, 1991 zusätzlich den Super-G-Weltcup.
Sein grösster Erfolg war der Gewinn des Abfahrtsweltmeistertitels in Saalbach-Hinterglemm 1991. Davor hatte Franz Heinzer bei Weltmeisterschaften bei den WM-Abfahrten von Schladming (1982), Bormio (1985) und Crans-Montana (1987) jeweils den vierten Platz belegt. 1989 war er in Vail in der teaminternen Qualifikation gescheitert. Bei den Olympischen Winterspielen 1994 in Lillehammer kam er nur wenige Meter weit, da gleich nach dem Start die Skibindung brach. Wenige Wochen später beendete Heinzer seine Karriere.
Seither leitet er einen Sportartikelmarkt – derzeit in Altdorf – und betreut seit dem Winter 2004 das Schweizer Abfahrerteam als Assistenztrainer. Er lebt in Brunnen im Kanton Schwyz.

## Erfolge

### Olympische Spiele
- Calgary 1988: 15. Super-G, 17. Abfahrt
- Albertville 1992: 6. Abfahrt

### Weltmeisterschaften
- Schladming 1982: 4. Abfahrt
- Bormio 1985: 4. Abfahrt
- Crans-Montana 1987: 4. Abfahrt
- Vail/Beaver Creek 1989: 11. Super-G
- Saalbach-Hinterglemm 1991: 1. Abfahrt, 10. Super-G
- Morioka 1993: 10. Abfahrt

### Weltcupwertungen
Franz Heinzer gewann dreimal die Disziplinenwertung in der Abfahrt sowie einmal jene im Super-G.
| Saison  | Gesamt | Gesamt | Abfahrt | Abfahrt | Super-G | Super-G | Riesenslalom | Riesenslalom | Kombination | Kombination |
| Saison  | Platz  | Punkte | Platz   | Punkte  | Platz   | Punkte  | Platz        | Punkte       | Platz       | Punkte      |
| ------- | ------ | ------ | ------- | ------- | ------- | ------- | ------------ | ------------ | ----------- | ----------- |
| 1980/81 | 36.    | 43     | 10.     | 43      | –       | –       | –            | –            | –           | –           |
| 1981/82 | 26.    | 50     | 10.     | 50      | –       | –       | –            | –            | –           | –           |
| 1982/83 | 26.    | 72     | 19.     | 23      | –       | –       | 19.          | 24           | 9.          | 25          |
| 1983/84 | 6.     | 129    | 8.      | 66      | –       | –       | 18.          | 26           | 4.          | 37          |
| 1984/85 | 5.     | 137    | 6.      | 73      | –       | –       | 36.          | 9            | 2.          | 55          |
| 1985/86 | 13.    | 124    | 9.      | 68      | 10.     | 24      | –            | –            | 8.          | 32          |
| 1986/87 | 12.    | 84     | 3.      | 90      | 25.     | 9       | –            | –            | –           | –           |
| 1987/88 | 8.     | 112    | 3.      | 94      | 16.     | 10      | –            | –            | 13.         | 8           |
| 1988/89 | 31.    | 46     | 14.     | 41      | 20.     | 5       | –            | –            | –           | –           |
| 1989/90 | 17.    | 96     | 7.      | 84      | 21.     | 10      | –            | –            | 21.         | 2           |
| 1990/91 | 4.     | 199    | 1.      | 159     | 1.      | 40      | –            | –            | –           | –           |
| 1991/92 | 5.     | 842    | 1.      | 649     | 7.      | 193     | –            | –            | –           | –           |
| 1992/93 | 3.     | 828    | 1.      | 527     | 3.      | 301     | –            | –            | –           | –           |
| 1993/94 | 36.    | 239    | 16.     | 212     | 29.     | 27      | –            | –            | –           | –           |

### Weltcupsiege
Heinzer gewann 17 Weltcuprennen (15 Abfahrten und 2 Kombinationen) und erreichte total 45 Podestplätze.
| Datum             | Ort                    | Land        | Disziplin   |
| ----------------- | ---------------------- | ----------- | ----------- |
| 19. Dezember 1982 | Gröden                 | Italien     | Kombination |
| 9. Dezember 1983  | Val-d’Isère            | Frankreich  | Abfahrt     |
| 10. Dezember 1983 | Val-d'Isère            | Frankreich  | Kombination |
| 22. Februar 1986  | Åre                    | Schweden    | Abfahrt     |
| 4. Januar 1987    | Laax                   | Schweiz     | Abfahrt     |
| 11. März 1988     | Beaver Creek           | USA         | Abfahrt     |
| 14. Dezember 1990 | Gröden                 | Italien     | Abfahrt     |
| 12. Januar 1991   | Kitzbühel              | Österreich  | Abfahrt     |
| 8. März 1991      | Aspen                  | USA         | Abfahrt     |
| 16. März 1991     | Lake Louise            | Kanada      | Abfahrt     |
| 14. Dezember 1991 | Val Gardena            | Italien     | Abfahrt     |
| 17. Januar 1992   | Kitzbühel              | Österreich  | Abfahrt     |
| 18. Januar 1992   | Kitzbühel              | Österreich  | Abfahrt     |
| 25. Januar 1992   | Wengen                 | Schweiz     | Abfahrt     |
| 10. Januar 1993   | Garmisch-Partenkirchen | Deutschland | Abfahrt     |
| 16. Januar 1993   | St. Anton am Arlberg   | Österreich  | Abfahrt     |
| 23. Januar 1993   | Veysonnaz              | Schweiz     | Abfahrt     |

### Schweizer Meisterschaften
- Fünffacher Schweizer Meister (4× Abfahrt, 1× Super-G)